# アッシュル・ダン2世

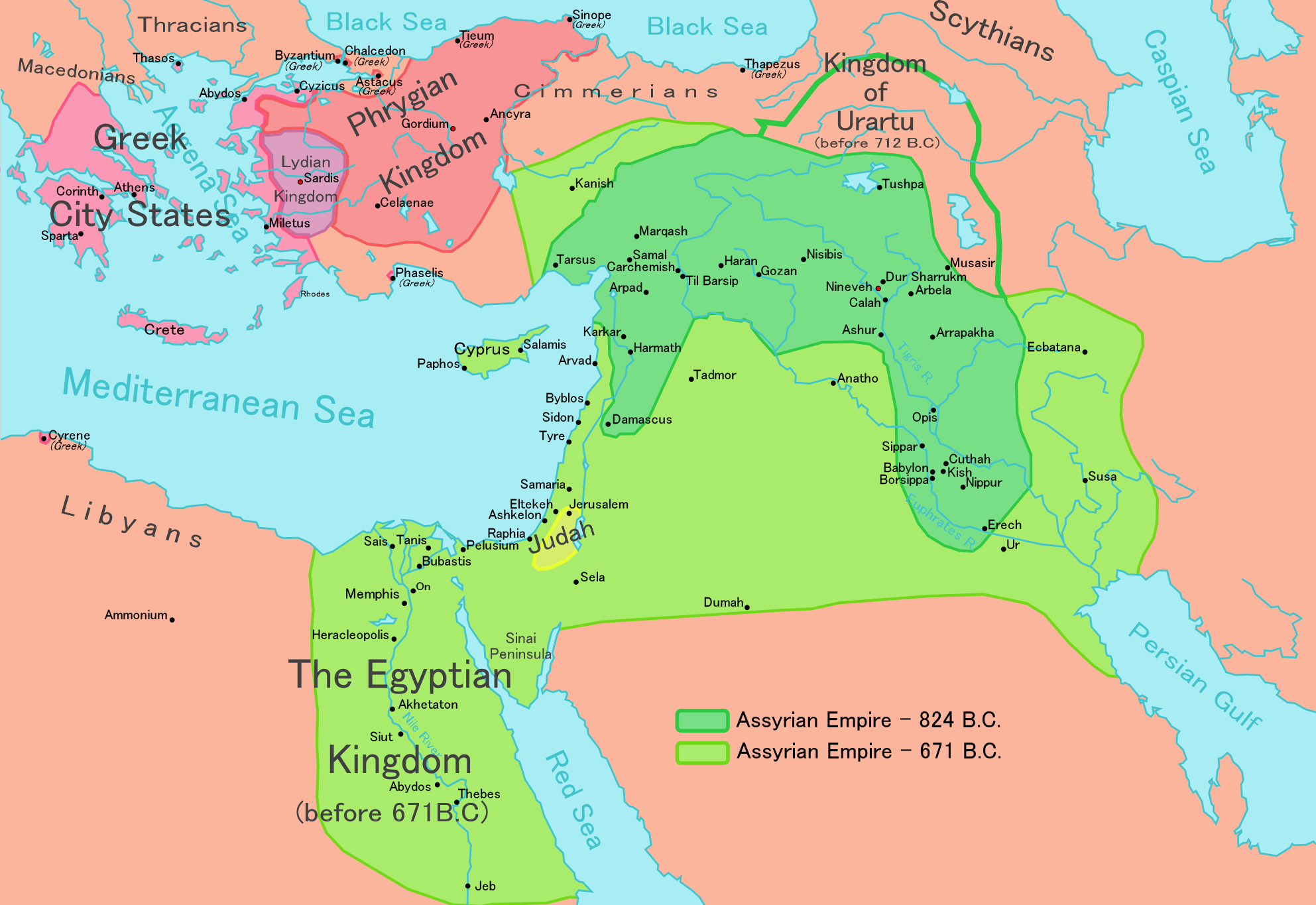
アッシュル・ダン2世

アッシュル・ダン2世（Ashur dan II、在位：紀元前934年 - 紀元前912年）は、中アッシリア王国時代のアッシリアの王である。彼の時代を新アッシリア時代に含める場合も多い。

## 来歴
ティグラト・ピレセル2世の息子として生まれ、後を継いでアッシリア王となった。治世中内政の充実につとめ、アッシリアの州行政を整え、また農地拡大を推し進めて食糧生産を著しく拡大した。特に、ティグラト・ピレセル1世の時代以来常にアッシリアの抱える問題であったアラム人の制圧に成功し、アッシリアの国境を安定させたことは極めて重要であった。彼の治世についての史料は少ないが次代以降のアッシリア王達が拡大路線を取る基盤は彼の時代に構築されたと言える。
彼の死後、息子のアダド・ニラリ2世が王位を継いだ。